# Stephan Endemann
Stephan Endemann (* 1980 in Bochum) ist ein deutscher Musikproduzent, Songwriter, Remixer & DJ, der seit 2012 vor allem unter dem Pseudonym Steve Modana bekannt ist.

## Biografie
Stephan Endemann ist ein klassisch ausgebildeter Musiker. Als Jugendlicher fasste er den Entschluss, sein Klavierspiel und musiktheoretisches Wissen auszubilden und setze sich zum Ziel, ein Musikstudium an einem Konservatorium zu absolvieren. Er nahm somit nach seinem Abitur im Jahr 2000 professionelle und studienvorbereitende Klavierstunden. Im Februar 2002 bestand Endemann die Aufnahmeprüfung für das Klavierstudium an der Musikhochschule Detmold und nahm das Studium auf. Dieses schloss er im Jahr 2006 als Diplom-Klavierlehrer ab. Während des Studiums war er als Musiklehrer für Klavier & Musiktheorie sowie grundausbildend als auch studienvorbereitend tätig. Er wurde zudem mehrfach als Gastlehrer für Popularmusik an sein ehemaliges Gymnasium in Essen eingeladen. Nach Abschluss des Musikstudiums an der Folkwang-Universität Essen im Jahr 2006 begann Endemann die Arbeit als professioneller Musikproduzent im eigenen Tonstudio.

## Pseudonyme
Endemann ist unter unzähligen Pseudonymen aktiv und dadurch bei verschiedenen Plattenlabels unter Vertrag. Als Modana zum Beispiel bei Kontor Records und als Dirty Dubs hingegen bei Zooland Records. Zudem vertreten alles Pseudonyme ihr eigenes Genre. Beispielsweise produziert er als Mondotek Tecktonik-Musik und als Mondo Hands-Up-Musik. Aktiv ist er als:
| - Ashira - Atomix - Blockheadz - Club Baby - Clubformers - Comiccon - D&S - Dirty Dubs - Daagard | - Elysee - Endershagen - Exit Osaka - Groove Lift - Headstorm - Inspiration Vibes - London Calling - Magneton33 - Master Guys - Metro Rockers | - Mikado Punchers - Miles & Smiles - MO'DAX - Modana - Mondo - Mondotek - Monza United - Morane - Nachtdienst - No Seven | - Orange Rush - President DJ - Real Big Fish - Rocket Base - Ryell & Corbin - Sound Posse - Sunmachine - Sunscraper - Two Dogs - Vaca |

## Musikproduktion

### Meganu Music
Im Sommer 2002 wurde die Musikproduktionsfirma MEGANU MUSIC gegründet. Zu dieser gehören unter anderem die Musikprojekte Mondo, Mondotek („Alive“), Comiccon („Komodo“, „Luvstruck“), DJ Tom („Walzertakt“), Petros feat. Roxay, Kid Bob, Daagard & Morane, Rocket Base („House Bee“), Mikado Punchers u. v. m. MEGANU MUSIC steht für Musikproduktion, -komposition, sowie Remixes. Als Produzenten/Remixer war MEGANU MUSIC unter anderen für Weltstars tätig wie Flo Rida, Cascada, Tom Novy, Steve Angello, D.O.N.S., R.I.O., Lazard, DJ Manian, Pulsedriver, G&G aka Rocco & Bass-T, Yanou, Rico Bass, Dance Nation u. v. m. Meganu Music betreibt auch einen eigenen Musikverlag MEGANU MUSIC PUBLISHING.

### Begemo Music
Begemo Music ist die 2009 gegründete alleinige Musikproduktionsfirma von Stephan Endemann. Endemann produziert unter dieser Firma Projekte wie Steve Modana („Shake That Boo Boo“), Love-Unit („Jessie's Song“), Endigo („Werewolf“), Steve Buzz, Red-Mind u. v. m. Begemo Music hat bereits Singles auf Plattenlabels wie Ministry Of Sound (Germany), Universal Music (Germany, Australia), Planet Punk Music (Germany), Zooland Records (Germany), M6 Records (France), Serial Records (France), Klubbstyle Records (Germany), Hypetraxx Records (France), Soul Candi (South Africa), Alphabet City (Germany), Planetworks (Greece), Warner Music (Russia) und vielen weiteren veröffentlicht. Begemo Music betreibt den Musikverlag BEGEMO MUSIC PUBLISHING.

### Sound-Design
Stephan Endemann hat als Sound-Designer diverse Sound- und Vocalpacks sowie Synthesizer-Expansionen bei weltbekannten Sounddesign-Firmen wie Vengeance-Sound und reFX veröffentlicht.
- Vengeance FX Vol. 3[12]
- Hip Hop Expansion for reFX Nexus2 Synth[13]
- Commercial Electro Expansion for reFX Nexus2 Synth[14]
- Vengeance Total Dance Sounds Vol. 3[15]
- Apres Ski Expansion for reFX Nexus2 Synth[16]
- Vengeance Total Dance Sounds Vol. 2 - Vocals[17]
- Vengeance Total Dance Sounds Vol. 1[18]
- "SLAP HOUSE" Expansion für reFX Nexus

### Schlager-Produktion
Stephan Endemann ist durch Produktionen, Mixings & Masterings für viele Schlagerkünstler in Erscheinung getreten. Einiger der Schlagerproduktionen wurden in Zusammenarbeit mit dem Produzenten Andreas Kunst realisiert. Künstler, mit denen Endemann gearbeitet hat, sind Klaus Densow, DJ Charly, Bata Illic, Geier Sturzflug, Rene Pascal, Anton Klopotek, Heiko Harig, Anja Regitz uva. Diese Produktionen finden Platz auf den Major-Record Compilations wie „Fetenhits“ oder „Apres-Ski Hits“ bei Sony Music, Universal Music & EMI Music und anderen.

## Diskografie

### Singles (Auszug)
| 2013: - Steve Modana feat. Tony T. - Crazy - Die Aussenseiter - MüZe (BeFame Rec.) - Modana & Carlprit - Your Biggest Fan (Planet Punk Music) - M1ndjack - „OXO“ (Universal Records AU/NZ) - Sasha Dith & Steve Modana - No Money No Honey (Sony Music Mexico/CA) 2012: - DieAussenseiter - Aram Sam Sam (Starwatch/PRO7) - Modana & Carlprit - Hot Spot (Kontor Rec.) - Dirty Dubs - Freak Around (Zooland Rec.) - Modana & Carlprit - Club Go Mad (Planet Punk Music) - Sasha Dith & Steve Modana - Radio Loves You (Planet Punk Music) - Tom Franke & Joachim Deutschland - Marie (We Play) - Modana & Carlprit - Party Crash (Planet Punk Music) - Love-Unit - Don't Stop The Music (Klubbstyle Rec.) 2011: - Love-Unit - „2 Times“ (Klubbstyle Records) - Modana & Carlprit - Shake That Boo Boo (Planet Punk Music) - Modana feat. DAXS - „Can't Stop The Bitch“ (LNG Music/Universal Music) - Petros feat. Roxay - Poison (Klubbstyle Records) - Red-Mind feat. Coco Fletcher - Taking The Love Away (Hypetraxx Records) - Sasha Dith vs. Daagard & Morane feat. Carlprit - The Second Beat Is Mine (Groove Gut Rec.) - Steve Buzz - Monsterize (Punch) - Steve Buzz - Hard Buzz (Punch) 2010: - Blue Affair & Sasha Dith - Ya Odna (Para Music Publishing Russia) - Mondotek - Digi Ben (Hypetraxx Records) - Sasha Dith - I Love Dance (Planet Punk Music) - Endigo - Werewolf (Drop Out) - Cabella feat. Daisy - My Heart Goes Boom (Cuepoint Records) - Steve Modana - To The Top feat. Famoe (Planet Punk Music) - Daagard & Morane feat. Signachure - Go Ahead (Uptunes) - Calinda - Downtown (Hypetraxx Records) - Love Unit - Jessie's Song (Klubbstyle Records) - Petros feat. Roxay - Predator (Klubbstyle Records) - Tripple Star - Insurrection (Planet Punk Music) 2009: - Comiccon - Open Water (Zooland) - DITH feat. Daagard & Morane - Let's Drink (Ministry Of Sound) - Chunka feat. Daagard & Morane - Bonjero (Ministry Of Sound) - Mondo - What's Up Girls (Pacha Recordings) - Comiccon - The Darkside (Zooland) - Mondosoul feat. Pamela Falcon - Late Night Business | 2008: - Mondotek - D-Generation (Airplay Records) - D.O.N.S. presents John Morley feat. Terri B - Oh La La La - Daagard & Morane - Keep It Down (Size Records) - Paris Encore - Hungry Eyes (Andorfine Records) - Vaca - Move Me (Ministry Of Sound) - Carol Jiani meets Mondo - Fascinated (Digidance) 2007: - Mondotek - Alive (Mercury/Universal) - Kid Bob - Dicke Anna (Warner Music Germany) - Comiccon - Komodo (Zooland Records) - Blue Affair & Sasha Dith - Ya Budu S Toboy (Para Music Publishing Russia) - Comiccon - Luvstruck (Zooland Records) - Daagard & Morane - I Don´t Like Your Sound (Ministry Of Sound) - London Calling - Shouts Out (Kingdom Kome Cuts) 2006: - Daagard & Morane - Keep On Doing It (Born To Dance Records) - Mikado Punchers - Witness Of The Business (Kattiva Records) - London Calling - You Drive Me Crazy (Kingdom Kome Cuts) - Groove Lift – Instant Moments (Tsunami Records) - Mikado Punchers – Babycore (Nordway Productions) - Daagard & Morane – So What You Want Me To Do (Electrade/Pool E Music) - Sound Posse – Time To Bomb (Tragma Records) 2005: - Vaca – Move Me (Ministry Of Sound Germany) - Groove Lift – Hey Zulu (Purple Eye Entertainment/1969 Recordings) - Ryell & Corbin – Chin Douva (Purple Eye Entertainment/Tsunami Records) - Mo’Dax – Why Don´t You (Sugaspin) - Mikado Punchers - Pings On Acid (Kattiva Records/Edinet) - Mo’Dax – How Should I Start This (Mental Madness) 2004: - Headstorm – Hold The Line (Feierball/Highball Music) - Rocket Base – In My House (Drizzly Records) - Mondo – Seventeen (Dance Street) - Nachtdienst – Schallplatte (Dance All Day) - Samurai – House of Love (Dance Street) - Inspiration Vibes – Get Wicked (Megahook) 2003: - Headstorm – Down On The Streets (Feierball/Highball Music) - Rocket Base – House Bee (Drizzly Records) - Club Baby – Babycore (Feierball/Highball Music) - Headstorm – Skydivers/Storm In Your Head (Feierball/Highball Music) |

### Remixe (Auszug)
| 2013: - Darius & Finlay feat. Emanuel - Enjoy Your Life (Steve Modana Remix) - R.I.O. - Ready Or Not (Steve Modana Remix) - R.I.O. - Living in Stereo (Steve Modana Remix) 2012: - R&R Project - Horny (Steve Modana Remix) (Trak Music) - Giorno - 1, 2, G! (Steve Modana Remix) (Planet Punk Music) - Discomakers - World Party (Steve Modana Remix) (Planet Punk Music) 2011: - Cascada - Au Revoir (Mondo Remix) (Zooland Records) - Naya Marie - Can You Hear My Voice (Mondo Remix) - Sweat Box - Judas (Steve Modana Remix) (LNG Music/Universal Music) - Pimp Dawg - Own This Club (Steve Modana Remix) (LNG Music/Universal Music) 2010: - Limelight - Ready Or Not (Mondo Remix) (Aqualoop Records) - Pulsedriver - Lookout Weekend (Mondo Remix) (Aqualoop Records) - Sam Walkertone feat. Kevin Kelly - Feeling Liberty (Mondo Remix) (Worcaholix) 2009: - Flo-Rida feat. Wynter - Sugar (Mondotek Remix) (Warner Music UK) - Novy vs. Eniac - Show Me Your Attention (Daagard & Morane Remix) (Ministry Of Sound) - Yanou - Sun Is Shining (Mondo Remix) (Zooland Records) - Liz Kay - You're Not Alone (Mondo Remix) (Tiger Records) - Basslovers United - Doubledecker (Mondo Remix) (Zooland Records) 2008: - Steve Angello - Gypsy (Daagard & Morane Remix) (Size Records) - Cascada - Because The Night (Mondo Remix) (Zooland Records/Universal Music) - Jakarta - One Desire (Mondotek Remix) (Airplay Records) - 2-4 Grooves - Writings On The Wall (Mondo Remix) (Pulsive Media) - Andrew Spencer vs. Lazard - Here Without You (Mondo Remix) (Pulsive Media) - Ernesto vs. Bastian - Unchained Melody (Mondo Remix) (Pulsive Media) | - G&G feat. Gary Wright - My My My (Mondo Remix) (Planet Punk Music) - Lazard - I'm Alive (Mondo Remix) (Pulsive Media) - Manian feat. Aila - Turn The Tide (Mondo Remix) (Zooland Records) - R.I.O. - Shine On (Mondo Remix) (Zooland Records) - Superfunk - Electric Dance (Mondo Remix) (Cyber Prod.) 2007: - Dance Nation - Move Your Love (Ministry Of Sound U.K.) - DJ Tom - Rock On (Mondo Remix) (Zoogroove) - Liz Kay - Castles In The Sky (Mondo Remix) (Zooland Records) - Topmodelz - Your Love (Aqualoop Records) 2006: - Rico Bass Vs Deejay Bonito - Cisko Disco (Trak Music Records) - Discotronic - Tricky Disco (Mental Madness Records) - Yanou feat. Liz - King Of My Castle (Zooland Records) - Alpha Bass – Don´t Stop, Mikado Punchers Remix (Sigma Records) 2005: - Double Nation – Move Your Love, Inspiration Vibes Mix (Purple Eye) - System F – Cry, Groove Lift Mix (Tsunami Records) - One More Angel – Breathe, Elysee Remix (Alpha Omega Records) 2004: - Brothers – The Moon, Headstorm Remix (Melodica) - Neokid – On and On, Rocket Base Mix (Schallpark) |

### DJ-Mix-Alben (Auszug)
2004–2007:
- Hardstyle Sessions Vol. 1 bis Vol. 8, mixed by Mikado Punchers (ZYX Music)

2006:
- Le Mix Techno Club 5, mixed by Mikado Punchers (Nordway Productions)

2005:
- Tribal House Megamix, mixed by Mondo (Dance Street)
- Jumpstyle Session, mixed by Mikado Punchers (ZYX Music)
- Housemania 2005, mixed by Mondo (Phonetic Records)

2004:
- Bounzze! – The Ultimate Mix, mixed by Inspiration Vibes (Shift Music)
- Ritmo Total – Tribal House Megamix, mixed by Mondo (Dance Street)

## TV
- Stephan Endemann as. Steve Modana - „Party Crash“ #1 VIVA Club Rotation Charts KW16 2012
- Stephan Endemann as. Steve Modana - „Shake That Boo Boo“ #1 VIVA Club Rotation Charts KW40, KW41, KW42 2011
- Stephan Endemann as. Mondotek - Interview on RTL2 News[21]